# Скуон
Скуон — город в Камбодже, в провинции Кампонгтям. Районный центр района (округа) Чеунг Прей. Это торговый город. Расположен в 49 км к западу от столицы провинции и в 75 км к северу от столицы страны Пномпеня на пересечении национальных шоссе № 5 и 6.
Известен среди иностранцев продаваемой там экзотической закуской — жареными пауками.